# 土屋好英
土屋　好英（つちや　よしひで、1970年5月29日 - ）は、山梨県出身の、日本の柔道選手である。階級は71kg級。身長174cm。

## 経歴
浅川中学から日川高校へ進むと、3年の時にインターハイ軽中量級に出場するが予選リーグで敗れた。1989年に日体大へ進学すると、3年の時に正力杯の71kg級で2位となった。続く正力国際では決勝でCISのウラジーミル・ジェボアーゼを得意の背負投で破って優勝を飾った。4年の時には正力杯と嘉納杯で3位になった。ハンガリー国際では決勝で山形県教育委員会の吉鷹幸春を破って優勝を飾った。
1993年には東芝の所属となると、実業個人選手権で2位になった。1994年にはチェコ国際の決勝で綜合警備保障の藤山茂に敗れて2位だった。講道館杯でも決勝で藤山に敗れた。体重別とグッドウィルゲームズでは3位になった。1995年の実業個人選手権では優勝を飾った。1996年の体重別は3位だったが、実業個人選手権では78kg級に出場して優勝した。1997年には実業個人選手権で3連覇を達成した。引退後は米沢中央高校の教員になると、柔道部の監督に就任した。

## 戦績
- 1991年 -　正力杯　2位
- 1992年 -　正力国際　優勝
- 1992年 -　正力杯　3位
- 1992年 -　嘉納杯　3位
- 1993年 -　ドイツ国際　5位
- 1993年 -　ハンガリー国際　優勝
- 1993年 -　実業個人選手権　2位
- 1994年 -　チェコ国際　2位
- 1994年 -　講道館杯 2位
- 1994年 -　体重別　3位
- 1994年 -　グッドウィルゲームズ　3位
- 1995年 -　実業個人選手権　優勝
- 1995年 -　講道館杯　3位
- 1996年 -　体重別　3位
- 1996年 -　実業個人選手権　優勝78kg級
- 1996年 -　講道館杯　3位
- 1997年 -　実業個人選手権　優勝78kg級

(出典、JudoInside.co])